# Ennery, Moselle
Ennery là một xã trong vùng Grand Est, thuộc tỉnh Moselle, quận Metz-Campagne, tổng Vigy. Tọa độ địa lý của xã là 49° 13' vĩ độ bắc, 06° 13' kinh độ đông. Ennery nằm trên độ cao trung bình là 185 mét trên mực nước biển, có điểm thấp nhất là 154 mét và điểm cao nhất là 228 mét. Xã có diện tích 7,24 km², dân số vào thời điểm 2005 là 1850 người; mật độ dân số là 242 người/km². Xã nằm khoảng 15 km về phía đông bắc của Metz.

## Thông tin nhân khẩu
| 1962 | 1968 | 1975 | 1982 | 1990 | 1999 | 2005 |
| ---- | ---- | ---- | ---- | ---- | ---- | ---- |
| 380  | 637  | 1325 | 1656 | 1743 | 1758 | 1850 |